# Mai Kragballe Nielsen
Mai Kragballe Nielsen, née le 15 décembre 1997 à Copenhague, est une handballeuse internationale danoise qui évolue au poste de demi-centre. 

## Biographie
En 2019, elle quitte Copenhague après quatre saisons et s'engage avec le Randers HK.
En janvier 2022, elle rejoint le club français des Neptunes de Nantes où elle termine la saison avant de prendre la direction de la Suède et de l'IK Sävehof.

## Palmarès

### En club
compétitions nationales
- championne du Danemark en 2018 (avec Copenhague Handball)

### En sélection
autres
- vainqueur du championnat du monde junior en 2016
- vainqueur du championnat d'Europe junior en 2015[5]
- troisième du championnat du monde jeunes en 2014[6]